# Antimora rostrata
Antimora rostrata ((Günther, 1878)) è un pesce osseo marino della famiglia Moridae.

## Distribuzione e habitat
Si trova nei mari di tutto il mondo, tranne il nord Pacifico e il mar Mediterraneo. Vive soprattutto sulla piattaforma continentale, a una profondità compresa tra 350 e oltre 3.000 metri.

## Descrizione
La sua lunghezza è compresa tra 40 e 75 centimetri. Il colore va dal grigio con tonalità blu al nero.

## Biologia

### Comportamento
bentonica. Si riunisce in gruppi in base alla taglia e al sesso; gli esemplari più grandi si incontrano alle maggiori profondità.

### Alimentazione
Si nutre di invertebrati bentonici.

### Riproduzione
Si riproduce nelle parti profonde degli oceani.

## Pesca
Non ha nessuna importanza per la pesca